# Todd Ewen
Todd Gordon Ewen, född 22 mars 1966 i Saskatoon, Saskatchewan i Kanada, död 19 september 2015 i Wildwood, Missouri i USA, var en kanadensisk professionell ishockeyspelare som tillbringade elva säsonger i den nordamerikanska ishockeyligan National Hockey League (NHL), där han spelade för ishockeyorganisationerna St. Louis Blues, Montreal Canadiens, Mighty Ducks of Anaheim och San Jose Sharks. Han producerade 76 poäng (36 mål och 40 assists) samt drog på sig 1 914 utvisningsminuter på 518 grundspelsmatcher. Ewen spelade också på lägre nivåer för Maine Mariners i American Hockey League (AHL), Peoria Rivermen i International Hockey League (IHL) och Kamloops Junior Oilers och New Westminster Bruins i Western Hockey League (WHL).
Han draftades i åttonde rundan i 1984 års draft av Edmonton Oilers som 168:e spelare totalt.
Ewen vann Stanley Cup med Canadiens för säsong 1992-1993.
Efter karriären tog han en kandidatexamen i informationsteknik vid Vatterott College och arbetade bland annat som ishockeytränare, barnboksförfattare, säljare, marknadsförare och inom finans- och fastighetsbranscherna.
Den 19 september 2015 begick Ewen självmord. Hans familj bekräftade att han led av depressioner under många år.

## Statistik
| 1982–1983  | Vernon Lakers           | BCJHL      | 42  | 14 | 10 | 24  | 178  | —  | — | — | —  | —  |
|            | Kamloops Junior Oilers  | WHL        | 3   | 0  | 0  | 0   | 2    | 2  | 0 | 0 | 0  | 0  |
| 1983–1984  | New Westminster Bruins  | WHL        | 68  | 11 | 13 | 24  | 176  | 7  | 2 | 1 | 3  | 15 |
| 1984–1985  | New Westminster Bruins  | WHL        | 56  | 11 | 20 | 31  | 304  | 10 | 1 | 8 | 9  | 60 |
| 1985–1986  | New Westminster Bruins  | WHL        | 60  | 28 | 24 | 52  | 289  | —  | — | — | —  | —  |
|            | Maine Mariners          | AHL        | —   | —  | —  | —   | —    | 3  | 0 | 0 | 0  | 7  |
| 1986–1987  | St. Louis Blues         | NHL        | 23  | 2  | 0  | 2   | 84   | 4  | 0 | 0 | 0  | 23 |
|            | Peoria Rivermen         | IHL        | 16  | 3  | 3  | 6   | 110  | —  | — | — | —  | —  |
| 1987–1988  | St. Louis Blues         | NHL        | 64  | 4  | 2  | 6   | 227  | 6  | 0 | 0 | 0  | 21 |
| 1988–1989  | St. Louis Blues         | NHL        | 34  | 4  | 5  | 9   | 171  | 2  | 0 | 0 | 0  | 21 |
| 1989–1990  | St. Louis Blues         | NHL        | 3   | 0  | 0  | 0   | 11   | —  | — | — | —  | —  |
|            | Peoria Rivermen         | IHL        | 2   | 0  | 0  | 0   | 12   | —  | — | — | —  | —  |
|            | Montreal Canadiens      | NHL        | 41  | 4  | 6  | 10  | 158  | 10 | 0 | 0 | 0  | 4  |
| 1990–1991  | Montreal Canadiens      | NHL        | 28  | 3  | 2  | 5   | 128  | —  | — | — | —  | —  |
| 1991–1992  | Montreal Canadiens      | NHL        | 46  | 1  | 2  | 3   | 130  | 3  | 0 | 0 | 0  | 18 |
| 1992–1993  | Montreal Canadiens      | NHL        | 75  | 5  | 9  | 14  | 193  | 1  | 0 | 0 | 0  | 0  |
| 1993–1994  | Mighty Ducks of Anaheim | NHL        | 76  | 9  | 9  | 18  | 272  | —  | — | — | —  | —  |
| 1994–1995  | Mighty Ducks of Anaheim | NHL        | 24  | 0  | 0  | 0   | 93   | —  | — | — | —  | —  |
| 1995–1996  | Mighty Ducks of Anaheim | NHL        | 53  | 4  | 3  | 7   | 285  | —  | — | — | —  | —  |
| 1996–1997  | San Jose Sharks         | NHL        | 51  | 0  | 2  | 2   | 162  | —  | — | — | —  | —  |
| NHL totalt | NHL totalt              | NHL totalt | 518 | 36 | 40 | 76  | 1914 | 26 | 0 | 0 | 0  | 87 |
| AHL totalt | AHL totalt              | AHL totalt | —   | —  | —  | —   | —    | 3  | 0 | 0 | 0  | 7  |
| IHL totalt | IHL totalt              | IHL totalt | 18  | 3  | 3  | 6   | 122  | —  | — | — | —  | —  |
| WHL totalt | WHL totalt              | WHL totalt | 187 | 50 | 57 | 107 | 771  | 19 | 3 | 9 | 12 | 75 |